# Florentina Caminescu
Florentina Caminescu es una deportista rumana que compite en piragüismo en la modalidad de aguas tranquilas. Ganó una medalla de plata en el Campeonato Europeo de Piragüismo de 2015, en la prueba de K1 1000 m.

## Palmarés internacional
| Campeonato Europeo | Campeonato Europeo       | Campeonato Europeo | Campeonato Europeo |
| Año                | Lugar                    | Medalla            | Competición        |
| ------------------ | ------------------------ | ------------------ | ------------------ |
| 2015               | Račice (República Checa) | Medalla de plata   | K1 1000 m          |